# Divisões de Campo da Luftwaffe
As Divisões de Campo da Luftwaffe (em alemão: Luftwaffen-Feld-Divisionen) foi a designação de formações militares da Luftwaffe que actuavam em terra, no campo de batalha, ao lado das forças da Heer (Exército Alemão).
Lutaram em todas as frentes de combate, e as baixas foram proporcionais às do exército.

## Divisões

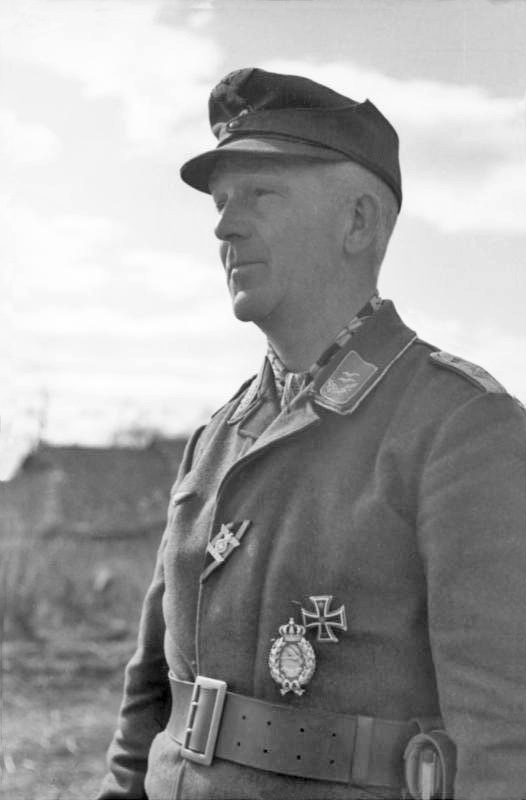
Um Oberleutnant de uma Divisão de Campo da Luftwaffe, na Rússia, em Março de 1942

- 1. Feld-Division
- 2. Feld-Division
- 3. Feld-Division
- 4. Feld-Division
- 5. Feld-Division
- 6. Feld-Division
- 7. Feld-Division
- 8. Feld-Division
- 9. Feld-Division
- 10. Feld-Division
- 11. Feld-Division
- 12. Feld-Division
- 13. Feld-Division
- 14. Feld-Division
- 15. Feld-Division
- 16. Feld-Division
- 17. Feld-Division
- 18. Feld-Division
- 19. Feld-Division
- 20. Feld-Division
- 21. Feld-Division
- 22. Feld-Division